# 망원한강공원
망원한강공원(望遠漢江公園, Mangwon Hangang Park)은 대한민국 서울특별시에 있는 공원 및 스포츠 시설이다. 주경기장 시설은 토사 필드가 갖춰진 경기장이며, 1993년에 준공되었다.

## 참고 문헌
- “망원한강공원”. 서울특별시미래한강본부.
- 《2023 전국 공공체육시설 현황 (2022년 12월말 기준)》. 대한민국 문화체육관광부. 2024.

## 같이 보기
- 한강공원